# Vuelo 303 de Transbrasil
El vuelo 303 de Transbrasil fue un vuelo procedente de São Paulo que se accidentó en Florianópolis, Santa Catarina, Brasil, en 1980 y tenía como destino final la ciudad de Porto Alegre.

## Aeronave
Inicialmente el Boeing 727 fue adquirido por Braniff Airways, y entregado el 14 de agosto de 1966. El 28 de noviembre de 1975 fue alquilado para Transbrasil y definitivamente comprado en 1976. El avión tenía 13 años y 10 meses al momento del accidente.

## Rescate
La lluvia que caía el día del accidente y el lugar donde el Boeing cayó perjudicaron la acción de rescate de las víctimas. Los equipos de rescate llegaron tres horas después del accidente, el número de víctimas podría haber sido menor si los equipos de socorro no se hubiesen demorado para llegar al lugar.

## Supervivientes
Inicialmente una enfermera, el Abogado Flávio Barreto y la pareja Marlene y Cléber Moreira que también iban con su bebé quien falleció. Sin embargo la enfermera falleció en el hospital dejando así 3 supervivientes. Las personas que tenían parientes y amigos en el vuelo 303 de Transbrasil, ya habían sido informadas que había supervivientes de la caída del Boeing. La empresa dispuso vuelos especiales para la ciudad y por lo menos una persona de cada familia pudo ir hasta el lugar para acompañar los trabajos de rescate.

## Causa del accidente
El motivo de la caída del avión aún hoy está en dudas, sin embargo se acreditó que el Boeing haya sido alcanzado por una corriente de aire al intentarse desviar de la tempestad que caía sobre Florianópolis. El inspector Ronaldo Jenkins del DAC afirmaba, al día siguiente en Santa Catarina, que los destrozos permitían afirmar que el avión estaba en configuración de aterrizaje y con su tren bajado. De acuerdo con los datos del DAC en la época, divulgados posteriormente a la caída del PT-TYS, en su última conversación con la torre, el avión reportó estar a 5.000 pies. Sin embargo, como el 727 estaba a casi ocho kilómetros a la izquierda de la ruta, colisionó a una altitud de 1.100 pies. No había en el 727 ningún instrumento capaz de mostrar a sus tripulantes la existencia de la Colina Virgínia.